# 26 يناير
- السبت
- الأحد
- الاثنين
- الثلاثاء
- الأربعاء
- الخميس
- الجمعة

- 2827 جمادى الآخرة 1446  هـ
- 2928 جمادى الآخرة 1446  هـ
- 3029 جمادى الآخرة 1446  هـ
- 3130 جمادى الآخرة 1446  هـ
- 11 رجب 1446  هـ
- 22 رجب 1446  هـ
- 33 رجب 1446  هـ
- 44 رجب 1446  هـ
- 55 رجب 1446  هـ
- 66 رجب 1446  هـ
- 77 رجب 1446  هـ
- 88 رجب 1446  هـ
- 99 رجب 1446  هـ
- 1010 رجب 1446  هـ
- 1111 رجب 1446  هـ
- 1212 رجب 1446  هـ
- 1313 رجب 1446  هـ
- 1414 رجب 1446  هـ
- 1515 رجب 1446  هـ
- 1616 رجب 1446  هـ
- 1717 رجب 1446  هـ
- 1818 رجب 1446  هـ
- 1919 رجب 1446  هـ
- 2020 رجب 1446  هـ
- 2121 رجب 1446  هـ
- 2222 رجب 1446  هـ
- 2323 رجب 1446  هـ
- 2424 رجب 1446  هـ
- 2525 رجب 1446  هـ
- 2626 رجب 1446  هـ
- 2727 رجب 1446  هـ
- 2828 رجب 1446  هـ
- 2929 رجب 1446  هـ
- 3030 رجب 1446  هـ
- 311 شعبان 1446  هـ

26 يناير أو 26 كانون الثاني أو يوم 26\1 (اليوم السادس والعشرون من الشهر الأوَّل) هو اليوم السادس والعشرون (26) من السنة وفقًا للتقويم الميلادي الغربي (الغريغوري). يبقى بعده 339 يومًا لانتهاء السنة، أو 340 يومًا في السنوات الكبيسة.

## أحداث
- 1340 - ملك إنجلترا إدوارد الثالث يعلن ملكًا على فرنسا.
- 1479 - السلطان العثماني محمد الفاتح يفتح مدينة إشقودرة بشمال ألبانيا والتي كانت خاضعة لحكم البنادقة.
- 1699 - توقيع معاهدة كارلوفجة بين الدولة العثمانية والنمسا وروسيا والبندقية والتي بمقتضاها تنازلت الدولة العثمانية عن بلاد المجر وإقليم ترانسيلفانيا للنمسا، ومدينة أزاق لروسيا.
- 1785 - بنجامين فرانكلين يكتب رسالة إلى ابنته يظهر فيها إحباطه بسبب اختيار النسر كرمز للولايات المتحدة بدلًا من الديك الرومي.
- 1788 - الأسطول الأول البريطاني تحت قيادة آرثر فيليب يبحر إلى ميناء سيدني لتأسيس مدينة سيدني المستوطنة الأوروبية الدائمة الأولى في القارة، ويحتفل بهذا اليوم كيوم أستراليا الوطني.
- 1802 - الكونغرس الأمريكي يقر قانون لإنشاء مكتبة، وهذه المكتبة أصبحت فيما بعد مكتبة الكونغرس.
- 1837 - ميشيغان تصبح الولاية الأمريكية السادسة والعشرون.
- 1841 - المملكة المتحدة تحتل هونغ كونغ.
- 1861 - ولاية لويزيانا تنفصل عن الولايات المتحدة.
- 1870 - انضمام فرجينيا للمرة الثانية إلى اتحاد الولايات الأمريكية.
- 1885 - القوات الموالية للمهدي تحتل الخرطوم.
- 1901 - القوات الفرنسية في الجزائر تصادر أملاك المشاركين في ثورة عين التركي.
- 1937 - السلطات الفرنسية في الجزائر تحل حزب نجم شمال إفريقيا الذي يتزعمه مصالي الحاج.
- 1939 - القوات الموالية لفرانسيسكو فرانكو تحتل برشلونة بمساعدة من إيطاليا.
- 1942 - وصول طلائع القوات الأمريكية الأولى إلى أوروبا في أيرلندا الشمالية وذلك للمشاركة في الحرب العالمية الثانية.
- 1952 - اندلاع حريق كبير في القاهرة التهمت خلاله النار نحو 700 محل وسينما وكازينو وفندق ومكتب ونادي في شوارع وميادين وسط المدينة.
- 1962 - المسبار «رينجر 3» ينطلق لدراسة القمر، لكنه أخطأ هدفه بما يقدر بحوالي 22000 ميل (35400 كيلومتر).
- 1965 - اللغة الهندية تصبح اللغة الرسمية للهند.
- 1980 - بدايه إقامة العلاقات الدبلوماسية بين إسرائيل ومصر.
- 1981 - مصر تستعيد سيناء والعريش إلى سيادتها بعد أن كانو تحت السيطرة الإسرائيلية.
- 1983 - إصدار برنامج لوتس 1-2-3.
- 1992 - الرئيس الروسي بوريس يلتسن يعلن بأن روسيا ستتوقف عن استهداف المدن الأمريكية بالأسلحة النووية.
- 1994 - رجل يطلق عيارين ناريين فارغين على الأمير تشارلز أمير ويلز في سيدني بأستراليا.
- 1996 - السيدة الأمريكية الأولى هيلاري كلينتون تدلي بشهادتها أمام هيئة المحلفين الكبرى بما عرف بفضيحة وايت ووتر.
- 1998 -
  - الرئيس الأمريكي بيل كلينتون ينكر خلال تسجيل تلفزيوني إقامة علاقة جنسية مع المتدربة في البيت الأبيض مونيكا لوينسكي.
  - شركة كومباك تشتري «ديجيتال إيكويبمنت كوربوريشن».
- 2005 -
  - كونداليزا رايز تؤدي اليمين كوزير للخارجية الأمريكية، لتصبح أول امرأة أمريكية من أصل أفريقي تتولى هذا المنصب.
  - تحطم ثلاثة قطارات في «جلنديل» بكاليفورنيا قرب لوس أنجلوس يوقع 11 قتيل و200 جريح.
- 2020 - وفاة لاعب كرة السلة الأمريكي السابق كوبي براينت إثر تحطم طائرته في كالاباساس في ولاية كاليفورنيا.
- 2021 -
  - استقالة رئيس الوزراء الإيطالي جوزيبي كونتي وحكومته إثر مشاكل في الائتلاف الحاكم.
  - كايا كالاس تتولى رئاسة وزراء إستونيا لتكون بذلك أول امرأة تتولى هذا المنصب في تاريخ البلاد، وذلك عُقب استقالة يوري راتاس.
- 2023 - مقتل 10 أشخاص بينهم امرأة وإصابة العشرات في اجتياح إسرائيلي لمدينة ومخيم جنين بالضفة الغربية.
- 2025 - 
  - إعادة انتخاب الرئيس البيلاروسي ألكسندر لوكاشينكو لولايةٍ سابعة بعدما حال دون ترشّح معارضيه.
  - مقتل 24 شخصًا وإصابة 124 آخرين في بلدة كفر كلا جنوب لبنان بنيران إسرائيلية.

## مواليد
- 1763 - كارل الرابع عشر يوهان، ملك السويد.
- 1781 - أخيم فون أرنيم، شاعر ألماني.
- 1839 - إلياس صالح، كاتب، ومؤرخ، وأديب، وشاعر، ومترجم سوري.
- 1842 - فرانسو كوبيه، شاعر وروائي فرنسي.
- 1847 - عبد المجيد الخاني، عالم مسلم ومتصوف وشاعر سوري.
- 1880 - دوغلاس ماكارثر، جنرال أمريكي.
- 1904 - شون ماكبرايد، سياسي أيرلندي حاصل على جائزة نوبل للسلام عام 1974.
- 1911 - بولي كارب كوش، عالم فيزياء ألماني حاصل على جائزة نوبل في الفيزياء عام 1955.
- 1918 - نيكولاي تشاوتشيسكو، رئيس رومانيا الأول.
- 1920 - هانز هولزر، مؤلف وباحث أمريكي.
- 1921 - أكيو موريتا، أحد الشركاء المؤسسين في شركة سوني.
- 1924 - رؤوف دنكتاش، سياسي قبرصي.
- 1925 - بول نيومان، ممثل أمريكي.
- 1928 - عبد اللطيف الفيلالي، رئيس وزراء مغربي.
- 1937 - خالد النفيسي، ممثل كويتي.
- 1943 - سعاد حسني، ممثلة مصرية.
- 1950 - يورج هايدر، سياسي نمساوي.
- 1951 - محمد العرابي، وزير خارجية مصر.
- 1953 - أندرس فوغ راسموسن، سياسي دنماركي.
- 1956 - سحر حمدي، ممثلة وراقصة مصرية.
- 1958 - ألين دي جينيريس، ممثلة أمريكية.
- 1960 - عدنان درجال، لاعب ومدرب كرة قدم عراقي.
- 1963 - خوسيه مورينيو، مدرب كرة قدم برتغالي.
- 1965 - سهى سالم، ممثلة عراقية.
- 1967 - توشيوكي موريكاوا، ممثل أداء صوتي ياباني.
- 1970 - تريسي ميدندورف، ممثلة أمريكية.
- 1977 - جستين جيملستوب، لاعب كرة المضرب أمريكي.
- 1980
  - ساناي كوباياشي، ممثلة أداء صوتي يابانية.
  - نادر المصري، منافس ألعاب قوى فلسطيني
- 1982 - لويز عبد الكريم، ممثلة سورية.
- 1984 - إيان تورنر، لاعب كرة قدم اسكتلندي.
- 1987 - سيباستيان جيوفينكو، لاعب كرة قدم إيطالي.
- 1990 - نواف العابد، لاعب كرة قدم سعودي.

## وفيات
- 1474 - شهاب الدين الحجازي، أديب مصري.
- 1823 - إدوارد جينر، طبيب إنجليزي.
- 1839 - ستيفن فان رينسيلار، نائب حاكم ولاية نيويورك، وعضو في الكونغرس الأمريكي عن ولاية نيويورك، وميجر جنرال في الجيش الشعبي لولاية نيويورك.
- 1942 - فيليكس هاوسدورف، عالم رياضيات ألماني.
- 2003 - آنا ماري شيمل، مستشرقة ألمانية.
- 2004 - محمد النقدي، شاعر وكاتب قصص عراقي.
- 2008 - جورج حبش، سياسي فلسطيني ومؤسس الجبهة الشعبية لتحرير فلسطين.
- 2012 - بهجت أبو غربية، مناضل فلسطيني.
- 2017 - سلوى روضة شقير، فنانة تشكيلية لبنانية.
- 2020 - كوبي براينت، لاعب كرة سلة أمريكي.
- 2021 - موفق الخاني، طيّار عسكري وإعلامي ومُقدم برامج تلفزيونيّة سوري.
- 2023 - عيادة كنعان الصديد، سياسي عراقي وزعيم عشائري عراقي.

## أعياد ومناسبات
- اليوم العالمي للجمارك.
- رأس السنة الكورية في كوريا.
- اليوم الوطني في أستراليا.
- عيد الجمهورية في الهند.
- عيد الاستقلال في أوغندا.

## وصلات خارجية
- وكالة الأنباء القطريَّة: حدث في مثل هذا اليوم.
- النيويورك تايمز: حدث في مثل هذا اليوم.
- BBC: حدث في مثل هذا اليوم.